# Luitgard af Salzwedel
Luitgard af Salzwedel (evt.Lutgard eller Ljutgard), (død 29. januar 1152) var dansk dronning 1144-1146 gennem sit ægteskab med Erik Lam.
Luitgard var datter af markgreve Rudolf af Salzwedel (var en tid også greve af Stade og Ditmarsken) og Richardis.
Luitgard ægtede først den sachsiske pfalzgreve Frederik af Sommerscheburg (død 1162) og fik med ham sønnen Albert og datteren Adelheid; men da hun var sin mands søskendebarn, fik kirken ægteskabet opløst, hvorefter hendes broder domprovst Hartvig af Bremen fik hende gift med kong Erik Lam ca. år 1144.
Luitgard blev anklaget for utroskab og forvist til Tyskland. Dette ægteskab var kortvarigt og barnløst, og Luitgard mindedes i Danmark som en letfærdig dronning, der tilmed forledte sin ægtefælle til utidig rundhåndethed.
Efter Eriks død i 1146 giftede hun sig på ny, denne gang med den voldsomme grev Herman, der på grund af drab havde mistet sin hovedborg, det stærke Winzenburg, men på denne tid atter øgede sin magt og til sidst, støttet af kong Konrad 3. af Franken, nødte biskop Bernhard 1. af Hildesheim til på ny at forlene ham med Winzenburg (1150). Her blev, Herman imidlertid myrdet af bispens mænd, og sammen med ham Luitgard, der den gang var frugtsommelig. Herman og Luitgard havde 3 døtre, af hvilke den mellemste skal være bleven gift med Buris Henriksen, som var hertug af Slesvig 1162-1167.

## Eksterne kilder og henvisninger
- Luitgard af Salzwedel i Dansk Biografisk Leksikons 3. udgave (1979-84)
- Dansk biografisk leksikon